# Esplugues de Llobregat
Esplugues de Llobregat (em catalão e oficialmente) ou Esplugas de Llobregat (em castelhano) é um município da Espanha, na comarca de Baix Llobregat, província de Barcelona, comunidade autónoma da Catalunha. Tem 4,6 km² de área e em 2021 tinha 46 777 habitantes (densidade: 10 168,9 hab./km²).